# 이석영 (천문학자)
이석영(李石暎, 1966년 ~ )은  연세대학교 천문학과 교수이며 은하연구 분야의 세계적인 권위자이다.

## 생애
연세대학교 천문학과를 졸업하고 미국 예일 대학교 천문학과에서 피에르 드마크(Pierre Demarque) 교수와 오거스터스 옴러(Augustus Oemler) 교수의 지도 아래 타원 은하의 자외광 진화에 관한 이론 연구로 박사 학위를 받았다. 미국 항공 우주국(NASA) 고더드 우주 비행 센터에서 박사 후 연구원을 지내면서 허블 우주 망원경 프로젝트에 참여해 이론적 연구를 수행했다. 그 후 미국 캘리포니아 공과 대학 물리학과에서 선임 연구원을 지냈고, 4년간 영국 옥스퍼드 대학교 물리학과 교수를 지냈다. 2005년에는 별 생성을 멈춘 것으로 알려졌던 타원 은하가 별을 꾸준히 생성하고 있다는 것을 발견해 세계 천문학계를 놀라게 했다. 이 업적을 인정받아 미국 천문학회의 초청을 받아 기조 강연을 하기도 했다. 현재 연세 대학교 천문우주학과 교수로 학생들을 가르치며, 타원 은하의 별 생성 과정과 초거대 블랙홀과의 관계를 밝히는 연구를 하고 있다. 은하의 진화 연구로 천문학 분야 최고 권위 학술지인 《미국 천체 물리학회지》에 64편, 《영국 왕립 천문학회지》에 17편, 《사이언스》에 2편, 《네이처》에 1편 등 저명한 국제 학술지에 102편의 논문을 발표했고, 미국 과학 한림원 협력 연구상을 받았다. 부친은 목사였다. 어릴적 성경에 나오는 동방박사 이야기에 매료되었고, 그후 우주의 팽창 역사를 설명하는 빅뱅이론, 빛조차도 빠져나올 수 없는 블랙홀 등 생각의 한계를 넘나드는 학문에 대한 막연한 동경에서 천문학자가 되었다고 한다. 그는 예일대학교에서 리처드 라슨 교수에 의해 창시된 은하 형성 이론도 연구하였다.

## 논문
1. The 2020 GEM 2nd workshop will be held on 19 - 21 August, 2020 in Yonsei University, Seoul, Korea (Cancelled)
2. The 2020 GEM workshop will be held on 14 - 17 January, 2020 in Gyeongju, Korea
3. Minjung Park's paper has been introduced by AAS Nova (23 September 2019).
4. Dr. Sandro Tacchella will visit GEM (8-11 July, 2019)
5. The 2019 GEM - CASCADE workshop will be held on 1 - 4 July, 2019 in Jeju, Korea
6. The 2018 GEM workshop will be held on 2 - 4 July, 2018 in Kangnung, Korea
7. Dr. Scott Croom, Dr. Julia Bryant and Dr. Warrick Couch will visit GEM (10-13 Apr 2017)
8. Dr. Barbara Cantinella and Dr. Luca Cortese at ICRAR are visiting GEM (1-15 Apr 2017)
9. SAMI workshop will be held at KASI. (12 Apr 2017)
10. Environment workshop wiil be held. (3 Apr 2017)